# Гейбатов, Ашраф Назир оглы
Гейбатов Ашраф Назир оглы (род. 18 февраля 1951, Баку) — член Международной федерации художников UNESCO, лауреат международной премии ассоциации «Искусство народов мира», член Союза художников России, Объединения художников Германии, председатель Европейской ассоциации деятелей культуры Азербайджана, почетный член Союза художников Азербайджана, обладатель международного диплома «Посол мира», Заслуженный художник Азербайджанской Республики (1991). Народный художник Азербайджана (2018).

## Жизнь и деятельность
Родился 18 февраля 1951 года в Баку. Заслуженный художник Азербайджана. Учился Государственный институт искусств в Баку, отделение промышленного дизайна (1974-79). Член СХ СССР (МСХ) с 1984 г. Член Международной федерации художников ЮНЕСКО. Лауреат международной премии ассоциации «Искусство народов мира». Народный художник Азербайджана, председатель культурного общества «Баку» в Германии. Действующий член Академии художеств Российской Федерации, Заслуженный художник Азербайджанской Республики. Член общества востоковедов России. С 1981 г. участник выставок в России и за рубежом. С 1995 года Гейбатов проводит персональные выставки во многих городах Германии, Турции, Швеции, Бельгии, Мальты.В 2006 году картины мастера демонстрировались на персональной выставке в Женеве, во Дворце наций ООН. Произведения А.Гейбатова находятся во многих частных коллекциях США, Турции, Израиля, Франции и других стран. По эскизам художника сотканы ковры в Непале. В Германии изданы две книги с его иллюстрациями. Помимо этого А.Гейбатов является автором больших монументальных настенных панно в Германии, Москве и Баку. Работает в области монументальной и станковой живописи, графики. Автор монументальных панно в России, Германии, Азербайджане. Станковые произведения находятся в фондах Министерства культуры Азербайджана, Музеях искусств в Баку и Кокчетаве, а также в частных коллекциях за рубежом. Член Московского союза художников (Секция художников монументально-декоративного искусства).
С 1991 года член Федерации художников ЮНЕСКО, председатель Ассоциации азербайджанских деятелей культуры в Европе, международный «Посол мира», почетный член Союза художников Азербайджана. Кроме того, он является членом Союза художников Российской Федерации и Российского общества востоковедения.
Представлен в Совете директаров общества дружюы «Азербайджан-Германия». Куратор Международного фонда имени Чингиза Айтматова для стран Европы, Союза художников Германии, член Международной организации PDA («Платформа, Диалог, Евразия»), Западноевропейской академии науки и культуры.
В 1981 году он покинул Азербайджан. Продолжал жить и творить между Баку и Москвой, прославляя на своих полотнах Азербайджан. В 1995 году переехал в Германию, где продолжает пропагандировать своими работами Родину. В настоящее время живет в Кобленце, Германия.
Главной темой его творчества является Азербайджан и народ этой земли. Родом из центральной части города, Ашраф Гейбатов во многих своих работах изобразил родные узкие улочки в этой древней части Баку. Однако в последнее время его больше интересуют темы государственного масштаба. Художник выразил свои эмоциональные переживания следующим образом:

«Баку — сердце Азербайджана, а Шуша — его душа».
В 2023 году вышел альбом артиста «Наша Шуша»..

## Награды
- Медаль «Прогресс» (13 марта 2006 года) — за деятельность в области солидарности азербайджанцев мира[4][5].
- Народный художник Азербайджана (27 мая 2018 года) — за заслуги в развитии азербайджанской культуры[6].
- Заслуженный художник Азербайджана (17 мая 1991 года) — за заслуги в развитии советского искусства Азербайджана[7].
- Лауреат премии Международной ассоциации «Искусство народов мира».

## Примечание
1. ↑  «Германия глазами азербайджанского художника». anl.az. Дата обращения: 26 июля 2023. Архивировано 22 января 2022 года.
2. ↑  Ашраф Назир-Оглы Гейбатов (родился в 1951) - Биография художника, известные произведения, выставки (рус.). Artchive. Дата обращения: 26 июля 2023. Архивировано 26 июля 2023 года.
3. ↑  Mədəniyyət TV. Əşrəf Heybətovun "Bizim Şuşa" adlı albomu təqdim olunub (азерб.). Youtube.com (20 июня 2023). Дата обращения: 20 июня 2023. Архивировано 20 июня 2023 года.
4. ↑  РАСПОРЯЖЕНИЕ ПРЕЗИДЕНТА АЗЕРБАЙДЖАНСКОЙ РЕСПУБЛИКИ О НАГРАЖДЕНИИ ГРУППЫ ОБЩЕСТВЕННЫХ ДЕЯТЕЛЕЙ ЗА РАБОТУ В ОБЛАСТИ СОЛИДАРНОСТИ АЗЕРБАЙДЖАНЦЕВ МИРА
5. ↑  Azərbaycan dövləti tərəfindən təltif edilən diaspor nümayəndələri (азерб.). olaylar.az (18 марта 2013). Дата обращения: 1 апреля 2014. Архивировано 3 августа 2014 года.
6. ↑  Распоряжение Президента Азербайджанской Республики О присвоении почётных званий деятелям культуры Азербайджанской Республики. Дата обращения: 15 апреля 2024. Архивировано 9 июля 2021 года.
7. ↑  Ə. N. Heybətov yoldaşa “Azərbaycan Respublikasının əməkdar rəssamı” fəxri adının verilməsi haqqında. Дата обращения: 9 апреля 2024. Архивировано 9 апреля 2024 года.